# Попп, Вильгельм
Вильгельм Попп (нем. Wilhelm Albrecht Otto Popp; 29 апреля 1828,Кобург — 25 июня 1903, Гамбург) — немецкий флейтист и композитор.
Ученик Гаспара Куммера и Луи Друэ. Также превосходно владел фортепиано. Был придворным пианистом и флейтистом в театре Саксен-Кобург-Гота. После ссоры с интендантом театра, переезжает в Гамбург, где с 1867 года становится солистом филармонического оркестра.
Автор более 600 произведений для флейты, которые были очень популярны во время его жизни. В России в XIX веке была особенно популярна его "Школа игры на флейте", по которой преподавал, например В.Кречман. Произведения Поппа прочно вошли в репертуар начинающих флейтистов.
Иногда использовал артистические псевдонимы Гийом Попп (фр. Guillaume Popp) и Генри Альберти (нем. Henry Alberti).
Как автора множества этюдов и упражнений его называли «Черни флейты».

## Сочинения
Из ныне изданных:
- "Первые уроки игры на флейте" (Школа)
- Фантазия на т. из оперы "Фауст" Гуно для фл. и фп., op. 189
- Блестящая фантазия на т. из оперы Верди "Трубадур" для фл. и фп., op.190
- Концертная фантазия "Спокойной ночи, малыш" для фл. и фп., op.198
- Бравурная полька для фл. и фп., op.201
- Полонез для фл. и фп., op.219 N3
- "Охота". Блестящий галоп для фл. и фп., op. 250 N6
- Маленькие упражнения для начинающих, op. 258
- Шведский концерт для фл. и фп., op. 266
- Мелодическая сюита для 2х флейт, op. 281
- Вариации на т. "Home, sweet home" для фл. и фп., op. 307
- Венгерские танцы для фл. и фп., op. 308
- "Крысолов из Гамельна" для фл. и фп., op. 330
- "Пение птицы" для фл. и фп., op. 324
- Фантазия на темы Риголетто для фл. и фп., op. 335
- Драматическая прелюдия для флейты (или скрипки), виолончели и органа, op. 355
- Концертный вальс "Травиата" для фл. и фп., op. 378
- "Blumenstück". Романс для фл. и фп., op. 383
- Салонная пьеса на т. "In einem kühlen Grunde" для фл. и фп., op. 386
- 6 сонатин для фл. и фп., op. 388
- Венгерская рапсодия для фл. и фп., op. 395
- Итальянский концерт для фл. и фп., op. 392
- Блестящая концертная фантазия для фл. и фп., op. 394
- Ежедневные технические упражнения, op. 413
- Испанский концерт для фл. и фп., op. 420
- 6 пьес для начинающих, op. 437
- Маленький концерт для фл. и фп., op.438
- Стаккато-фантазия для фл. и фп., op. 446
- "Серенада соловья" для фл. и фп., op. 447
- "Lockvögel". Интермеццо для 2х флейт-пикколо, op.449
- 6 пьес для начинающих, op. 450
- Пьесы для фл. и фп. - "Крестьянская свадьба", "Русская цыганская песня", "Итальянская песенка", op. 462 N1-N3
- 6 пьес для начинающих, op. 469
- "Настроения". 6 характерных пьес для фл. и фп., op. 471
- Маленькие мелодичные дуэты для 2х флейт, op. 480
- "Salut a la Russie", 4 характерных пьесы для фл. и фп., op.496-499
- Jugendtrios. 6 пьес для флейты, скрипки, виолончели (ad lib.) и фп., op. 505
- Лёгкие этюды для флейты, op. 520
- различные переложения музыки Мендельсона, Вебера, Шумана, Халеви, Мейербера, Шопена для состава флейта, скрипка, виолончель, ф-но